# Cognición social
La cognición social es en la psicología —particularmente en psicología social— el área que estudia la manera en que la gente procesa la información social y, en particular, su codificación, almacenamiento y aplicación en situaciones sociales. El enfoque de la cognición social en el procesamiento de la información tiene muchas similitudes con su disciplina hermana, la psicología cognitiva. Por otra parte, la neurociencia cognitiva social investiga el origen biológico de la cognición social, es decir, de los procesos que suponen la interacción con miembros de la misma especie.

## Desarrollo histórico
La cognición social adquirió protagonismo tras el auge de la psicología cognitiva a finales de los años 60 y principios de los 70; actualmente es el modelo y enfoque dominante en la psicología social.[cita requerida] Esta disciplina se caracteriza por estudiar los procesos y estados mentales internos, como las creencias y deseos, en contraste con la psicología conductual, que los ha rechazado por ilusorios.
Se ha establecido un paradigma paralelo para el estudio de la cognición motriz, que se ocupa de la comprensión de la representación de las acciones e intenciones, así como de los procesos asociados.

## Neurociencia cognitiva social
Un interés temprano en la relación entre la función cerebral y cognición social incluye el caso de Phineas Gage, cuyo comportamiento cambió después de un accidente que dañó sus lóbulos frontales. Se han realizado estudios neuropsicológicos más recientes que han demostrado que las lesiones cerebrales desbaratan los procesos cognitivos sociales. Por ejemplo, un daño en los lóbulos frontales puede afectar las reacciones emocionales a un estímulo social, así como el rendimiento en tareas de razonamiento social y en procesos de la teoría de la mente. En cambio, daños en el giro fusiforme, ubicado en el lóbulo temporal, puede provocar inhabilidad para reconocer las caras.
Las personas con enfermedades mentales —como el trastorno antisocial de la personalidad, trastornos del desarrollo como el autismo, y trastornos genéticos como el síndrome de Williams, el síndrome X frágil o el síndrome de Turner— demuestran diferencias en el comportamiento social, en comparación con sus pares no afectados. Sin embargo, todavía es un debate abierto si la cognición social se basa en mecanismos neuronales específicos de dominio.
Ahora hay un campo de investigación amplio que examina cómo determinadas condiciones pueden predisponer los procesos cognitivos en la interacción o, inversamente, cómo los prejuicios asociados a enfermedades mentales pueden provocar síntomas asociados con su condición. 
También es cada vez más claro que algunos aspectos de los procesos psicológicos que promueven el comportamiento social, como el reconocimiento de caras, pueden ser innatos. Los estudios han demostrado que recién nacidos pueden reconocer y responder a caras selectivamente en menos de una hora.[¿cuál?]